# Dypsis pachyramea
Dypsis pachyramea – gatunek palmy z rzędu arekowców (Arecales). Występuje endemicznie na Madagaskarze, w prowincjach Antsiranana oraz Toamasina. Można go spotkać w Parku Narodowym Masoala. Znane są tylko 2-5 jego naturalne stanowiska.
Rośnie w bioklimacie wilgotnym. Występuje na wysokości do 500 m n.p.m.